# Nationaldemokratiska partiet (Weimarrepubliken)
Nationaldemokratiska partiet, en av de små nya partierna i Tyskland, som kom till stånd efter 1918 års revolution.
Det uppstod i december samma år ur den så kallade medelståndsrörelsen och uppställde på sitt program en stortysk demokratisk nationalstat, höjande av medelklassen, likaberättigande av arbetare och arbetsgivare, kraftig social reformlagstiftning, jordäganderättsreform och inre kolonisation, strid mot bolsjevism och internationell socialism med mera. Partiet vann ej någon större anslutning.